# Старик (сериал)
«Старик» (англ. The Old Man) — американский детективный сериал, экранизация одноимённого романа Томаса Перри, главную роль в которой сыграл Джефф Бриджес. Премьерный показ первого сезона проходил с 16 июня по 21 июля 2022 года, второго — с 3 по 24 октября 2024 года.

## Сюжет
Главный герой сериала — Дэн Чейс, ушедший на покой после долгой службы в ЦРУ. Однажды ночью в его дом врывается убийца. Чейс нейтрализует угрозу, но вскоре узнаёт от старого друга из ФБР, что его решено ликвидировать из-за одного дела 30-летней давности. Герою приходится отправиться в путешествие, то и дело вступая в смертельную схватку. 
Литературной основой сценария стал одноимённый роман Томаса Перри.

## В ролях
- Джефф Бриджес — Дэн Чейс
- Джон Литгоу — Харольд Харпер
- Эми Бреннеман — Зои МакДональд
- Алия Шокат — агент Анжела Адамс
- Гбенга Акиннагбе — Джулиан Карсон

## Список эпизодов
Сезон 1 (2022)
| № общий | № в сезоне | Название           | Режиссёр       | Автор сценария                        | Дата премьеры | Зрители (млн) |
| ------- | ---------- | ------------------ | -------------- | ------------------------------------- | ------------- | ------------- |
| 1       | 1          | «Первый эпизод»    | Джон Уоттс     | Джонатан Э. Стейнберг и Роберт Ливайн | 16 июня 2022  | н/д           |
| 2       | 2          | «Второй эпизод»    | Джон Уоттс     | Джонатан Э. Стейнберг и Роберт Ливайн | 16 июня 2022  | н/д           |
| 3       | 3          | «Третий эпизод»    | Грег Яйтанс    | Джонатан Э. Стейнберг и Роберт Ливайн | 23 июня 2022  | н/д           |
| 4       | 4          | «Четвёртый эпизод» | Грег Яйтанс    | Джонатан Э. Стейнберг и Роберт Ливайн | 30 июня 2022  | н/д           |
| 5       | 5          | «Пятый эпизод»     | Зетна Фуэнтес  | Джонатан Э. Стейнберг и Роберт Ливайн | 7 июля 2022   | н/д           |
| 6       | 6          | «Шестой эпизод»    | Джет Уилкинсон | Джонатан Э. Стейнберг и Роберт Ливайн | 14 июля 2022  | н/д           |
| 7       | 7          | «Седьмой эпизод»   | Джет Уилкинсон | Джонатан Э. Стейнберг и Роберт Ливайн | 21 июля 2022  | н/д           |

Сезон 2 (2024)
| № общий | № в сезоне | Название               | Режиссёр   | Автор сценария | Дата премьеры    | Зрители (млн) |
| ------- | ---------- | ---------------------- | ---------- | -------------- | ---------------- | ------------- |
| 8       | 1          | «Восьмой эпизод»       | Неизвестно | Неизвестно     | 12 сентября 2024 | н/д           |
| 9       | 2          | «Девятый эпизод»       | Неизвестно | Неизвестно     | 12 сентября 2024 | н/д           |
| 10      | 3          | «Десятый эпизод»       | Неизвестно | Неизвестно     | 19 сентября 2024 | н/д           |
| 11      | 4          | «Одиннадцатый эпизод»  | Неизвестно | Неизвестно     | 26 сентября 2024 | н/д           |
| 12      | 5          | «Двенадцатый эпизод»   | Неизвестно | Неизвестно     | 3 октября 2024   | н/д           |
| 13      | 6          | «Тринадцатый эпизод»   | Неизвестно | Неизвестно     | 10 октября 2024  | н/д           |
| 14      | 7          | «Четырнадцатый эпизод» | Неизвестно | Неизвестно     | 17 октября 2024  | н/д           |
| 15      | 8          | «Пятнадцатый эпизод»   | Неизвестно | Неизвестно     | 24 октября 2024  | н/д           |

## Создание и оценки
Проект был анонсирован в июле 2019 года. Главную роль в шоу получил Джефф Бриджес. В марте 2020 года работа над проектом была заморожена из-за пандемии коронавируса, в октябре того же года её остановили снова, так как у Бриджеса была диагностирована лимфома. В сентябре 2021 года Бриджес заявил, что его болезнь находится в стадии ремиссии, и съёмки возобновились. Они закончились в феврале 2022 года.
Премьерный показ «Старика» начался 16 июня 2022 года на FX. 27 июня того же года стало известно о продлении шоу на второй сезон. Показ этого сезона проходил с 3 по 24 октября 2024 года.
Сериал получил положительные отзывы критиков. Рейтинг первого сезона на сайте-агрегаторе отзывов Rotten Tomatoes составил 97 % при средней оценке 7,4 из 10. Обозреватель «Фильм.ру» Алихан Исрапилов охарактеризовал «Старика» как одно из лучших шоу лета 2022 года. Он констатирует в своей рецензии, что «неуклюжесть и нерасторопность главного героя, прожившего полжизни без шпионских авантюр, выделяет шоу из списка однотипных проектов со схожей завязкой». Критик высоко оценил игру Бриджеса, но при этом счёл сериал несколько затянутым — в частности, из-за афганских флешбэков.
Роману Дранникову («АфишаDaily») первые серии «Старика» показались «практически идеальными» из-за «особого визуального языка», «небывалой реалистичности» всего, что происходит в кадре, и игры Бриджеса. По словам Дранникова, это «красивое, смелое и мудрое кино с просто сногсшибательной актерской работой исполнителя главной роли».
Награды и номинации
| Премия                         | Категория                                                                     | Номинант      | Результат |
| ------------------------------ | ----------------------------------------------------------------------------- | ------------- | --------- |
| «Золотой глобус»               | Лучшая мужская роль в телевизионном сериале — драма                           | Джефф Бриджес | Номинация |
| «Золотой глобус»               | Лучшая мужская роль второго плана в телевизионном сериале — драма или комедия | Джон Литгоу   | Номинация |
| «Выбор критиков»               | Лучшая мужская роль в драматическом сериале                                   | Джефф Бриджес | Номинация |
| «Выбор критиков»               | Лучшая мужская роль второго плана в драматическом сериале                     | Джон Литгоу   | Номинация |
| «Спутник»                      | Лучший мини-сериал или телефильм                                              |               | Номинация |
| «Спутник»                      | Лучшая мужская роль в мини-сериале или телефильме                             | Джефф Бриджес | Номинация |
| «Спутник»                      | Лучшая мужская роль второго плана в мини-сериале или телефильме               | Джон Литгоу   | Победа    |
| Премия Гильдии киноактёров США | Лучшая мужская роль в драматическом сериале                                   | Джефф Бриджес | Номинация |